# Abbaye de la Valette
L’abbaye de la Valette (ou abbaye de Valette) est une ancienne abbaye cistercienne, fondée auXIIe siècle par les moines de l'abbaye d'Aubazine, et qui était située sur le territoire de la commune d'Auriac en Corrèze. À la suite de la mise en eau du barrage du Chastang, les bâtiments de l'abbaye sont noyés.

## Situation et toponymie
L'abbaye est située dans la vallée de la Dordogne, à environ 250 mètres d'altitude, au nord du bourg d'Auriac, dans le méandre que forme la rivière pour contourner la Roche Viole, juste en amont du confluent avec la Luzège.
Le nom de « Vallette » vient de Vallis Loeta, petite vallée.

## Histoire

### Fondation
En 1130, Étienne d'Obazine et les moines cisterciens de l'abbaye d'Aubazine, fondent un petit prieuré auvergnat, dans la vallée de l'Auze, au lieu-dit« Lo Pestre » (« Les prêtres ») au pied du hameau de Doumis, aujourd'hui commune de Chalvignac.
Le lieu se trouvant trop peu propice à la vie monastique (un vallon trop étroit, inapte à recevoir un monastère), il est choisi de transférer l'abbaye naissante à Auriac. Le premier abbé en est Bégon d'Escorailles,, à l'initiative de l'évêque de Limoges Gérald de Cher.

### Moyen Âge
L'abbaye, assez démunie et entourée de terres assez pauvres (des forêts de hêtres principalement), cherche des pacages en Auvergne pour se développer. Elle fonde en particulier un petit prieuré ou une grange à Brocq, sur la commune de Menet, qui fabrique du fromage et semble assez prospère,.
En 1223, l'abbaye est reconnue par le pape Honorius III ; cependant, cela ne la met pas à l'abri d'exactions si nombreuses que son successeur Innocent IV doit intervenir pour excommunier les « persécuteurs de Valette ». En 1304, c'est Philippe IV le Bel qui à son tour doit intervenir en accordant à Valette des lettres patentes.
En 1399, un document produit le sceau de l'abbaye, rond et représentant la Vierge assise avec l'enfant Jésus. Il porte l'inscription« S(igillvm) co(n)ventvs B(eat)e Marie de Balleta ».

### La commende
En 1500, l'abbé régulier, nommé Pignot, est confronté à Charles de Lévis, qui veut s'imposer en tant qu'abbé commendataire.
Durant les guerres de religion, l'abbaye est ravagée et incendiée en 1574 par les troupes de Geoffroy de Vivans ; il est probable qu'à cette date, une partie de la communauté se réfugie dans la maison de Brocq. Une reconstruction est entreprise en 1601, après les destructions.
En 1775, le monastère, en butte à une crise particulièrement grave, voit partagés par le Parlement de Paris ses biens et ses revenus ; le bénéfice qui résulte de cette vente permet de faire vivre l'abbaye jusqu'à la Révolution.

### Après la Révolution
L'abbaye ne compte plus que trois religieux en 1790. Elle est vendue comme bien national à Jean-Augustin Pénières, conventionnel, qui tente d'y établir une verrerie, sans succès ; il se contente d'y exploiter les noyers plantés par les moines. Ensuite, Gabriel Chamfeuil s'y établit, et y installe son activité de flottage sur la Dordogne.
En 1899, à la mort de Chamfeuil, ce dernier lègue l'ancienne abbaye à Jean-Baptiste Serres (1827-1904), prêtre fondateur des Petites Sœurs des Malades ; il y établit en 1898« un petit noviciat qui recevait les jeunes filles pauvres, mais offrant des garanties de vocation religieuse » ; une réparation des toits est entreprise et les premières pensionnaires arrivent enmars 1899. Cependant, trop isolée, l'institution ferme en 1928, et est revendue ; une ferme est installée dans les locaux par les nouveaux propriétaires.

## L'abbaye
L'abbaye, passant de mains en mains, reste dans un assez bon état jusqu'à la seconde Guerre mondiale, en particulier le bâtiment des moines, qui sert de lieu d'habitation. En 1941, l'annonce de la construction du barrage du Chastang et l'engloutissement devant en résulter provoque l'abandon du site, et le pillage des bâtiments restants. Dès 1940, les champs entourant l'édifice sont défoncés afin d'en réutiliser les matériaux pour la construction du barrage.
La mise en eau a finalement lieu en 1951, noyant les ruines du monastère, qui avait été dynamité peu avant,.
Les seules parties sauvées du bâtiment sont le porche de l'abbaye, réinstallé dans le bourg d'Auriac, et le grand escalier installé dans le château de Val.

## L'abbaye de la Valette dans la culture
L'édifice est évoqué par Georges Michel Coissac, dans son ouvrage Mon Limousin, qui en dit :

« L'abbaye de la Valette, monastère cistercien, est caché entre de hautes montagnes, des rochers escarpés et des bois fort épais, dans un petit vallon coupé de ravins moussus, de filets d'eau et de cascadelles. »

L'abbaye de la Valette constitue une partie importante du cadre du roman de Michel Peyramaure La Vallée endormie.